# Poraniomorpha bidens
Poraniomorpha bidens är en sjöstjärneart som beskrevs av Ole Theodor Jensen Mortensen 1932. Poraniomorpha bidens ingår i släktet Poraniomorpha och familjen kuddsjöstjärnor. Inga underarter finns listade i Catalogue of Life.